# Ranunculus binatus
Ranunculus binatus är en ranunkelväxtart som beskrevs av Heinrich Gottlieb Ludwig Reichenbach. Ranunculus binatus ingår i släktet ranunkler, och familjen ranunkelväxter. Inga underarter finns listade i Catalogue of Life.